# Si tu vois ma mère (téléfilm)
Pour plus de détails, voir Fiche technique et Distribution.
Si tu vois ma mère est un téléfilm tragi-comique français réalisé par Nathanaël Guedj, diffusé pour la première fois le 28 avril 2020 sur Arte.

## Synopsis
Après la mort de sa mère, Monique, Max est hanté par le fantôme de cette mère possessive, qui toujours est présente en particulier lorsqu'il entame une relation amoureuse,.

## Fiche technique
- Réalisation : Nathanaël Guedj
- Crédits d'Oeuvres « Le Livre de ma mère » d'Albert Cohen aux éditions Gallimard (1954)
- Scénario et dialogues : Nathanaël Guedj,Marc Syrigas, Sophie Glaas
- Adaptation : Nathanaël Guedj, Sophie Glaas, Alexandre Smia
- Musique  : Philippe Jakko, Sweat Like An Ape !
- Production : Véronique Zerdoun, Tonie Marshall, Jean-Christophe Barret, Arte France, Olivier Wotling
- Avec le soutien de la Région Nouvelle-Aquitaine
- Pays d'origine :  France
- Durée : 90 minutes
- Date de première diffusion : 28 avril 2020 sur Arte[4]

## Distribution
- Félix Moati : Max
- Noémie Lvovsky : Monique
- Sara Giraudeau : Ohiana
- Gilles Cohen : Philippe
- Géraldine Martineau : Élodie
- Eugénie Derouand : Vanessa
- Raphaël Quenard : JC
- Esteban (David Boring)[5] : Oedipe
- Béatrice de Staël : Gisèle
- Anne Loiret : Véronika
- Sacha Bourdo : le rabbin
- Dan Herzberg : le médecin
- David Colombo Léotard (David Léotard) : Sébastien
- Valérie Trajanovski (Valérie Tréjean) : la patiente
- Annabelle Garcia : Ella
- Caroline Joude : Jessica
- Laura Luna[6] :

## Lieux de tournage
- Le film a été tourné en Gironde : Bordeaux, Le Bouscat, Lormont[7]